# 夏汝弼
夏汝弼（？—1649年），字叔直，號蓮峰、一號蓮冠道人。湖南衡陽人。
夏汝弼与王夫之是同乡好友，崇禎十六年（1634年），夏汝弼等人受巡撫褚胤錫委託，修建方廣寺。张献忠陷衡州後，隐居莲花峰。顺治五年（1649年）在南岳方广寺同举旗抗清。事敗後逃匿九嶷山，絕食而亡。
道光二十七年九月初十日（1847年10月18日），鄧顯鶴在湘鄉梓田（今雙峰縣沙塘鄉）車駕山作诗紀念：“蹈海鲁高士，登山古逸民。史宬宜纪载，谁为语朝绅？”。